# Branko Đurić
Branko Đurić, anche noto come Đuro  (Sarajevo, 28 maggio 1962), è un attore, regista e cantante bosniaco.
Ha fatto parte del gruppo SCH ed è membro del gruppo Bombaj Štampa.

## Filmografia parziale

### Cinema
- Ovo malo duše, regia di Ademir Kenović (1987)
- Il tempo dei gitani (Dom za Vešanje), regia di Emir Kusturica (1988)
- Kuduz, regia di Ademir Kenović (1989)
- Kako je propao rokenrol, regia di Zoran Pezo, Vladimir Slavica e Goran Gajić (1989)
- Afganistan - The Last War Bus, regia di Pierluigi Ciriaci (1989)
- No Man's Land (Ničija zemlja), regia di Danis Tanović (2001)
- Kajmak in marmelada (2003) - anche regista e sceneggiatore
- Amatemi, regia di Renato De Maria (2005)
- Bal-Can-Can, regia di Darko Mitrevski (2005)
- Triage, regia di Danis Tanović (2009)
- Nella terra del sangue e del miele (In the Land of Blood and Honey), regia di Angelina Jolie (2011)
- Sa mamom, regia di Faruk Lončarević (2013)
- Montevideo, vidimo se!, regia di Dragan Bjelogrlić (2014)
- I calcianti, regia di Stefano Lorenzi (2015)

### Televisione
- Top lista nadrealista (1984-1991)
- Naša mala klinika (2004-2007) - anche regista e sceneggiatore
- Ne diraj mi mamu (2018)

## Doppiatori italiani
- Antonio Palumbo in No Man's Land, Triage